# Ernesto Odriozola
Ernesto Odriozola Benavides, (Lima, 6 de mayo de 1862-16 de marzo de 1921) fue un médico y catedrático universitario peruano. Autor del libro La maladie de Carrión ou Verruga Peruvienne (La enfermedad de Carrión o Verruga Peruana), publicada en París en 1898 en lengua francesa, que fue, en su momento, el más completo estudio sobre la verruga peruana. Trabajó por casi treinta años en el Hospital Dos de Mayo de Lima y es considerado el médico más sobresaliente del Perú de fines del siglo XIX e inicios del siglo XX.

## Biografía
Fue hijo del médico limeño Manuel Odriozola Romero y de Rosa Benavides. Su padre fue uno de los fundadores de la Facultad de Medicina de la Universidad Mayor de San Marcos (San Fernando). Su abuelo, Manuel de Odriozola Herrera, fue un militar e historiador de renombre.
Siguiendo los pasos de sus padre, en 1878 ingresó a la Facultad de Medicina de San Marcos donde tuvo como compañero de aula a Daniel Alcides Carrión. Se graduó de bachiller en 1883. Su padre era entonces el decano de dicha Facultad, pero en 1884, debido a razones políticas, fue destituido por el gobierno de Miguel Iglesias. Ernesto marchó entonces a Francia para completar su formación profesional. En la Universidad de París se tituló de médico cirujano y se graduó de doctor el 14 de abril de 1888, a mérito de su tesis sobre el corazón senil (Le coeur sénile), tesis tan interesante y original, que mereció ser premiada con la medalla de oro de la Facultad de Medicina de París. Fue también incorporado a la Sociedad Anatómica de Francia. Uno de sus maestros fue el médico francés Maurice Lettulle.
De regreso a Lima, inició una brillante carrera como docente universitario. Fue nombrado director de anatomía de la facultad de San Fernando y jefe de la Clínica de Mujeres (1889). Luego asumió las cátedras de Anatomía Topográfica y Medicina Operatoria, sucesivamente como adjunto, interino y titular (1895). En 1908 pasó a ser profesor de Clínica Médica, por entonces una de las cátedras más prestigiosas de la Facultad de Medicina y en la cual permaneció durante el resto de su carrera. Sus lecciones anatómicas gozaron de gran fama, y a ellas acudían alumnos de todos los años y los médicos de provincias.
Asimismo, fue elegido subdecano en 1907 y decano en 1911, que ejerció hasta su fallecimiento. Fue también vicerrector de San Marcos en 1914, y en tal calidad, asumió interinamente el rectorado cuando su titular, José Pardo y Barreda, se lanzó como candidato a la presidencia de la República en 1915.
En el campo de la medicina general, durante cerca de tres décadas fue jefe de la sala Santo Toribio en el Hospital Nacional Dos de Mayo (1893-1921). Gozó gran reputación como “médico familiar” en Lima, por su habilidad para dar diagnósticos certeros, muchas veces sin necesidad de pruebas de laboratorio, y fue considerado como el “médico ideal” para casos difíciles.
Fue incorporado a la Academia Nacional de Medicina, de la cual fue secretario (1892-1893), vicepresidente (1902 y 1919-1920) y presidente (1903 y 1911-1912). Presidió el Congreso Antialcohólico organizado en Lima (1903), y el V Congreso Médico Latinoamericano reunido en la misma ciudad (1912). Fue además, miembro del Consejo Nacional de Higiene, de la Sociedad Geográfica de Lima y de la Sociedad de Beneficencia Pública de Lima.
Falleció víctima de un ataque al corazón, cuando tenía 58 años de edad. Como homenaje póstumo, una de las áreas del Hospital Dos de Mayo fue bautizada con el nombre de “Sala Odriozola”.

## Obras principales
Su producción bibliográfica es muy abundante, dispersa en cerca de 300 trabajos científicos que fueron publicados en revistas como La Gaceta de Hospitales, La Ciencia Médica, Anales de la Facultad de Medicina (cuya publicación se inició bajo su decanato, en 1917), Revista de Psiquiatría y disciplinas conexas y Revista de la Sociedad Médica Unión Fernandina.
Sus publicaciones más destacadas son las siguientes:
- Le coeur sénile (El corazón senil), [París, 1888], tesis con la que obtuvo su doctorado en La Sorbona. Su título original es: Les lésions du coeur consécutives a l’athérome des coronaires (Lesiones del corazón consecutivas al ateroma de las coronarias). Una traducción al castellano apareció en la revista El Monitor Médico (Lima, 1889).
- La maladie de Carrión ou Verruga Peruvienne (La enfermedad de Carrión o Verruga Peruana), [París, 1898], publicada originalmente en idioma francés, ofrece una descripción de la sintomatología y la propagación de dicha enfermedad. Es notable por estar escrito en lenguaje claro y elegante, además de su contenido, que lo convertía, en su momento, en el estudio más completo de la enfermedad de Carrión. Abarca no solo la sintomatología y la evolución de este mal, sino información histórica-geográfica y otros detalles más, en una edición elegante de 217 páginas, con ilustraciones y mapas. Convertido en un clásico, esta obra ha merecido ser considerada como el más notable estudio científico realizado en el Perú en el siglo XIX.
- El centenario de la Facultad de Medicina (1911).

| Predecesor: José Pardo y Barreda | Rector de la Universidad de San Marcos (interino) 1915 | Sucesor: Javier Prado y Ugarteche |